# Drachen-Haggada
Die Drachen-Haggada ist ein Codex aus dem späten 13. Jahrhundert, welcher in der Staats- und Universitätsbibliothek Hamburg aufbewahrt wird und dort die Inventarnummer Codex Hebraicus 155 trägt. Er erhielt seinen Namen, weil Drachen als Motiv der Buchmalerei darin mehrfach vorkommen.

## Beschreibung
Der Codex hat 116 Pergamentblätter im Format 18,1–18,8 × 13,3–13,6 cm. Es handelt sich um eine frühe illuminierte Pessach-Haggada. Sie ist unvollständig erhalten; sowohl Anfang als auch Ende fehlen.

### Kalligraphie
Der hebräische Text der Haggada ist siebenzeilig, das Hallel zehnzeilig geschrieben in italienischer Quadratschrift und Halbkursive. Der Text wurde teilweise vokalisiert.

### Buchmalerei
Die erste Hälfte des Codex ist fast auf jeder Seite am unteren Rand mit Illustrationen geschmückt, die von zwei Buchmalern angefertigt wurden. Die  Illustrationen erläutern den Text, stellen Speisen, Riten und Gebräuche dar; außerdem gibt es Drolerien. Die einander gegenüberliegenden Seiten beziehen sich im Bildschmuck aufeinander. Die Ausführung wird von Bistritzky als etwas naiv eingeschätzt im Vergleich zu anderen zeitgenössischen Werken jüdischer Buchmalerei, zeige jedoch ein interessantes Bildprogramm. Beispiele:
- 5v: Zum Text der Hawdala „Gesegnet seist du, Gott, der Israel und die festlichen Tage heiligt“ ist ein Feststrauß (Lulav) für das Laubhüttenfest abgebildet mit dem Kommentar: „Das ist ein Lulav.“
- 6r: Zum Text der Hawdala „Gelobt seist du, ... der unterscheidet  ... zwischen dem siebten Tag und den sechs Tagen der Arbeit“ ist Adam dargestellt, mit der Beschriftung: „Der erste Mensch.“
- 9v/10r: Pessach-Speisen Ei und Karpas (Gemüse).
- 17v/18r: Illustration zu den rituellen vier Fragen: der naive Sohn und der böse Sohn sitzen als Ritter gekleidet auf wilden Tieren.
- 23v: Eine Frau gebiert sechs Kinder. Die Illustration bezieht sich offenbar auf den Text: „Die Kinder Israels waren fruchtbar, breiteten sich aus, vermehrten  sich und wurden außerordentlich stark.“
- 39v/40r: Symbolische Speisen beim Pessachfest: Matze, Lamm und Maror (Bitterkraut).

## Geschichte
Einige Indizien verweisen auf Italien als Entstehungsort der Handschrift:
- der Pessach-Ritus ist italienisch, z. B. die Reihenfolge der vier Fragen entspricht der im Machsor Roma.
- auf fol. 21v befindet sich ein Hinweis für den Illustrator: „Abramo“

Die Handschrift entstand zwischen 1280 und 1320. Sie befand sich im frühen 18. Jahrhundert in der Bibliothek des Hamburger Pastors Johann Christoph Wolf und gelangte von dort in die Staatsbibliothek.